# بلطي قصير الفك
بلطي قصير الفك (الاسم العلمي:  Tristramella simonis)، هو نوع من أنواع الأسماك البلطية ويعتبر نوع مهدد. تتواجد هذه الأسماك في نهر الأردن، ويشمل ذلك بحيرة طبريا في فلسطين، وسوريا، وتم استقدام مجموعات من هذه الأسماك للنهر الكبير الجنوبي وأحواض نهر العاصي في سوريا. تفضل أسماك البلطي قصير الفك المياه التي تكون راكدة؛ أي التي تكون حركتها ضئيلة أو معدومة. مثل غيرها من الأسماك البلطية؛ يتم اصطياد أسماك البلطي قصير الفك بشكل شائع في عدة أجزاء من نطاق تواجدها كأسماك تستهلك للطعام، كما وتعتبر مهمة تجاريا حول بحيرة طبريا في مجال صيد واستهلاك الأسماك.

## حالة الحفظ والتصنيف
مجموعة الأسماك هذه تعتبر العضو الوحيد من جنس (Tristramella) الذي لا يزال متواجد، لكنه يعتبر نوع مهدد وفقًا لـ الاتحاد الدولي لحفظ الطبيعة. التهديدات الرئيسية هي استخراج المياه وتغير المناخ الذي يحد من كمية الأمطار التي تتساقط في مدى تواجدها. هناك تهديدات محتملة أخرى مثل الصيد المفرط، وتفشي مرض فيروسي يسبب العمى في أنواع أسماك البلطي، ويشمل ذلك بلطي قصير الفك. أنواع بلطي قصير الفك تعيش في أقل من عشرة مواقع. الموقع الرئيسي هو بحيرة طبريا حيث لا تزال هذه الأسماك شائعة الوجود هناك، ولم تتعرض مجموعاتها للتهديد، كما أن اصطياد الأسماك في بحيرة طبريا خاضع لرقابة جيدة (على عكس الأجزاء الأخرى من مداها). ومع ذلك، في مراجعة عمليات الصيد التي تمت في بحيرة طبريا، لوحظ انخفاض قوي وخطير في أعداد هذه الأسماك في الفترة التي ما بين 2006-2016 مقارنة بالفترة التي كانت ما بين 1996-2005، وحتى يعتبر هذا الانخفاض أكثر تطرفًا مقارنةً بالفترة التي كانت ما بين 1986-1995. عند فحص كل عام في الفترة التي ما بين 2000-2015؛ يمكن ملاحظة أن هناك انخفاض قوي ومفاجئ في أعداد هذه الأسماك إلى مستويات منخفضة للغاية في الفترة التي كانت ما بين 2005-2006، مع تحسن بسيط في أعدادها في عام 2010، وتبع ذلك مستويات منخفضة للغاية مرة أخرى. من المحتمل أن يكون لهذا النوع من الأسماك القدرة على زيغدة وتحسين أعداده؛ لأن أسماكها الصغيرة ما زالت شائعة الوجود. انقرض اثنتان من المجموعات الشمالية لهذه الأسماك، وهما: (الاسم العلمي: بلطي الحولة) من بحيرة الحولة وسكليد الدمشقي (الاسم العلمي:  Tristramella magdelainae) من المنطقة المجاورة لدمشق، ولكن الحالة والوضع التصنيفي لهذه المجموعتين هو غير مؤكد. في الماضي، تم التعرف عليهما كنوعين فرعيين من T. simonis بواسطة قاعدة الأسماك وما زال يتم التعرف عليها كأنواع منفصلة من قبل الاتحاد الدولي لحفظ الطبيعة، والتي لم تقم بمراجعة حالتهما منذ عام 2006. في هذه الأيام تعتبر قاعدة الأسماك وكتالوج الأسماك اليوم كلاً من intermidia وmagdelainea كمرادفات لـ البلطي قصير الفك.
تناقدا لحالة الحفظ في الكثير من نطاق مسكنه الأصلي، وجدت عمليات استكشافية في سوريا في عام 2008 أن البلطي قصير الفك قد تم استقدامه إلى أحواض النهر الكبير، ونهر العاصي. كانت هذه الأسماك وفيرة في بعض هذه المواقع، حتى ازدهرت في الموائل التي يصنعها الإنسان مثل الخزانات ومجمعات المياه.

## المظهر والسلوك

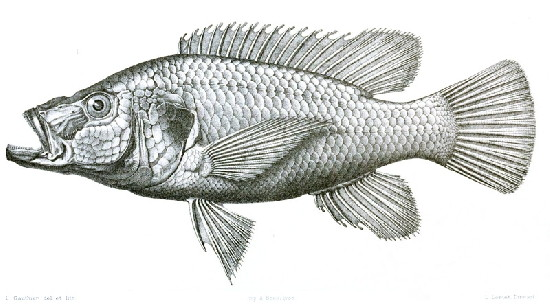
شكل توضيحي لـنوع اسماك بلطي طويل الفك (الاسم العلمي: T. sacra) المنقرضة، والتي لها رأس أطول وفك سفلي بارز أكثر من البلطي قصير الفك

يصل الطول الإجمالي لهذا النوع من الاسماك إلى حوالي 25.8 سـم (10.2 بوصة)، ولكن طول الأسماك البالغة عادة يكون حوالي 18–21 سـم (7.1–8.3 بوصة). هذه الأسماك تشبه الشكل النموذجي لأسماك البلطي، ولونها بشكل عام هو ما بين اللون البني-الزيتوني واللون البني-الذهبي، وأحيانًا بنمط معلم. مقارنةً بأسماك بلطي طويل الفك المنقرضة، يكون لأسماك بلطي قصير الفك رأس أقصر نسبيًا، ويمتد ويبرز الفك السفلي بعد الفك العلوي بقليل فقط في أقصى الحالات. كما أن هذين النوعين من الاسماك المتقاربة يختلفا في أسنانهم (العدد والشكل) وفي بعض الخصائص العددية. إذا تم التأكد من صحة ذلك، من الممكن أن تختلف أنواع أسماك البلطي intermidia وأنواع أسماك البلطي magdelainea المنقرضتان عن أسماك بلطي قصير الفك في النسب وغيرها من التفاصيل فقط.
تتغذى أسماك بلطي قصير الفك على العوالق النباتية والنباتات ذات الأوراق الكبيرة، ولكنه من الممكن أن تتغذى أيضا على العوالق الحيوانية واللافقاريات القاعية الصغيرة. في بحيرة طبريا؛ تتواجد الأسماك البالغة في مجموعات في المياه الواسعة المفتوحة طوال العام، بينما يعيش الصغار في مناطق محمية وآمنة بالقرب من الساحل. من الممكن أن يصل هذا النوع من السمك إلى مرحلة النضوج عندما يصل طوله لحوالي 16 سـم (6.3 بوصة)، وموسم التكاثر هو من شهر مارس إلى شهر أغسطس، تستطيع أن تضع الأنثى مجموعة بيوض مرتين أو ثلاث مرات في موسم واحد. هذا السمك هو حاضن فموي، لكن تشير بعض المصادر إلى أن الأنثى هي التي تقوم بذلك فقط، بينما تشير مصادر أخرى إلى أن ذلك يتم من قبل كلا الوالدين؛ الذكر والأنثى. تضع الأنثى مجموعة بيوض تصل حتى 250 بيضة، ويكون حجم هذه البيوض كبير نسبيًا، تضع الأنثى هذه البيوض في «عش» في القاع المفتوح في المياه التي يكون عمقها أقل من 3 م (10 قدم). بعد فترة وجيزة يتم التقاطها بواسطة فم الوالدين. تظل الاسماك الصغيرة في الفم بعد أن تتفقس من البيض، وتترك والديها فقط عندما يصل طولها إلى حوالي 1.4 سـم (0.55 بوصة).
على الرغم من أنه معروف بشكل واضح وجود حالات تهجين بين أنواع أسماك البلطي، إلا أنه من غير المعروف ما إذا كان يوجد حالات تهجين بين أنواع أسماك البلطي من مجموعة Tristramella (كأسماك البلطي قصير الفك) وأنواع أسماك البلطي الأخرى. على الرغم من أن أسماك بلطي قصير الفك متواجدة في بحيرة طبريا وأسماك بلطي طويل الفك المنقرضة الآن كانت تتواجد في بحيرة طبريا بنفس الوقت، وكلاهما متقاربان وينتميان لنفس النوع والمجموعة؛ إلا أنه لم يُعرف عن حدوث حالات تهجين بينهما. هنالك نوع من قمل السمك، من فصيلة قمل ارغولية (الاسم العلمي:  Argulus tristramellae) ، وعلى ما يبدو أن هذا القمل هو من نوع عائل محدود المضيف؛ إذ إنه يقوم بمهاجمة والتطفل فقط على أسماك البلطي قصير الفك (لم تتعرض أسماك بلطي طويل الفك للهجوم من قبل هذا القمل الطفيلي؛ حتى عندما كانت لا تزال شائعة الوجود).